# جون مارك هوكينز
جون مارك هوكينز (بالإنجليزية: John Mark Hawkins)‏ هو دبلوماسي بريطاني، ولد في 30 أبريل 1960.